# Aaron Davis
Aaron Davis (ur. 7 kwietnia 1967) – amerykański bokser, były mistrz świata WBA w wadze półśredniej.

## Kariera amatorska
W 1986 r., Davis zwyciężył turniej New York Golden Gloves w kategorii do 147 funtów.

## Kariera zawodowa
Jako zawodowiec zadebiutował 15 maja 1986 r., zwyciężając w debiucie Juana Torresa. Davis dążył do mistrzostwa świata, wygrywając do 1990 r., kilkadziesiąt pojedynków. Pokonał w nich m.in. przyszłego mistrza świata kategorii junior średniej Luisa Santanę. 8 lipca 1990 r., Davis otrzymał szansę walki o mistrzostwo świata WBA w kategorii średniej. Jego rywalem był obrońca tytułu, mistrz olimpijski z Los Angeles (1984), Mark Breland. Davis niespodziewanie zwyciężył, nokautując słynącego ze słabej odporności na ciosy Brelanda.
19 stycznia 1991 r., Davis przystąpił do pierwszej obrony MŚ w kategorii półśredniej, mając za rywala Meldricka Taylora, mistrza olimpijskiego z Los Angeles w kategorii piórkowej. Davis stracił tytuł, przegrywając z lepszym technicznie Taylorem jednogłośnie na punkty (112-115, 111-116, 111-116). W 1993 r., Davis walczył o mistrzostwo świata w kategorii lekkośredniej. Przegrał z Julio Césarem Vásquezem, niejednogłośnie na punkty.
16 września 1995 r., Davis zmierzył się z byłym mistrzem świata kategorii półśredniej i lekkośredniej, Jamajczykiem Simonem Brownem. W 10-rundowym spotkaniu dwóch byłych mistrzów, zwyciężył Davis, wygrywając jednogłośnie na punkty. Po tej walce stoczył jeszcze 10 pojedynków, wygrywając 8 z nich. Ostatnią walkę stoczył 23 lipca 2002 r., pokonując Rossa Thompsona.